# Bumping River
Der Bumping River ist ein Nebenfluss des Naches River, im US-Bundesstaat Washington. Er fließt an der Ostseite der Kaskadenkette durch den Wenatchee National Forest und die William O. Douglas Wilderness. Von seiner Quelle am Fish Lake in der Nähe des Crag Mountain fließt er nach Nordosten in den Bumping Lake, einem natürlichen See, der durch den Bumping Lake Dam vergrößert und reguliert wird. Unterhalb des Dammes setzt der Bumping River seine Reise nach Nordost fort. Er vereinigt sich mit dem American River, seinem größten Nebenflussits, wenige Meilen oberhalb seiner Mündung, wo er durch Zusammenfluss mit dem Little Naches River den Naches River bildet.
Der Bumping River ist Teil des Einzugsgebietes des Columbia River und ein Zufluss des Naches River, der ein Zufluss des Yakima River, welcher wiederum ein Zufluss des Columbia River ist.
Nach Aussagen von Cowboys wurde der Fluss so genannt, weil während eines Schmelzwasser-Abflusses schwere Findlingen den Fluss hinabgewälzt wurden und dabei ein polterndes Geräusch erzeugten, wenn sie zusammenprallten (engl.: to bump = zusammenstoßen, prallen, herumpoltern). Variant names listed by the USGS for the Bumping River include Tancum River and Tanum River.